# Tour de La Provence
Le Tour de La Provence est une course cycliste française créée en 2016 et organisée par le journal La Provence. Entre 2016 et 2019, l'épreuve fait partie du calendrier de l'UCI Europe Tour, en catégorie 2.1. En 2020, elle intègre l'UCI ProSeries, le deuxième niveau du cyclisme international.
Le Tour est l'une des courses à étapes organisées dans la région vallonnée de la Provence-Alpes-Côte d'Azur en février, aux côtés de l'Étoile de Bessèges, La Méditerranéenne et le Tour du Haut-Var. Ces courses de début de saison sont principalement disputées par des équipes françaises et elles sont considérées comme des courses préparatoires à Paris-Nice, la première épreuve World Tour européenne en mars.
L'édition 2023 n'est pas organisée en raison de dettes importantes.
Pour 2024, le journal La Provence récupère les dates auprès de l'UCI et de la LNC pour organiser la 8e édition du 8 au 11 février. Thomas Voeckler, premier vainqueur de l'épreuve, devient le porte-parole. L'épreuve se déroule sur quatre jours, en classe 1, avec un prologue et trois étapes.

## Historique
À sa création, les organisateurs ont l'intention de construire une nouvelle tradition de courses cyclistes dans la région après les disparitions du Tour du Vaucluse et du Tour du Sud-Est, deux courses dans la même région annulées au fil du temps.
La course se déroule sur trois étapes dans le département des Bouches-du-Rhône, en Provence-Alpes-Côte d'Azur, dans le Sud de la France. Elle est organisée par le journal La Provence, sous la direction pour trois ans de Serge Pascal, l'organisateur du Tour du Haut-Var. L'arrivée de la dernière étape est située sur le Vieux-Port de Marseille - devant l'Hôtel-de-Ville.
En 2019, la direction de l'épreuve est reprise par Pierre-Maurice Courtade qui impulse une nouvelle dynamique avec l'arrivée de nombreuses équipes internationales et une diffusion sur la chaîne L'Équipe.
Les éditions 2020 et 2021 voient un record de quatorze équipes World Tour au départ. En 2020, l'épreuve compte pour la première fois une arrivée au chalet Reynard (1 429 mètres), à six kilomètres du sommet du mont Ventoux.
Le Tour de La Provence 2023, n'a pas été inscrit au calendrier de la saison cycliste 2023. Dans un communiqué publié le 18 janvier 2023, la Ligue nationale de cyclisme a précisé que certaines "conditions suspensives" n'ont pas été réalisées.

Logo de l'épreuve de 2016 à 2023
Logo de l'épreuve en 2024
Logo de l'épreuve depuis 2025

## Palmarès[5]
| Année                                   | Vainqueur        | Deuxième           | Troisième           |                  |
| --------------------------------------- | ---------------- | ------------------ | ------------------- | ---------------- |
| Tour cycliste international La Provence |                  |                    |                     |                  |
| 2016                                    | Thomas Voeckler  | Petr Vakoč         | Lilian Calmejane    |                  |
| 2017                                    | Rohan Dennis     | Mattia Cattaneo    | Alexandre Geniez    |                  |
| 2018                                    | Alexandre Geniez | Tony Gallopin      | Rudy Molard         |                  |
| Tour de La Provence                     |                  |                    |                     |                  |
| 2019                                    | Gorka Izagirre   | Simon Clarke       | Tony Gallopin       |                  |
| 2020                                    | Nairo Quintana   | Aleksandr Vlasov   | Alexey Lutsenko     |                  |
| 2021                                    | Iván Sosa        | Julian Alaphilippe | Egan Bernal         |                  |
| 2022                                    | Nairo Quintana   | Julian Alaphilippe | Mattias Skjelmose   |                  |
| 2023                                    | annulé/abandonné | annulé/abandonné   | annulé/abandonné    | annulé/abandonné |
| 2024                                    | Mads Pedersen    | Axel Zingle        | Raúl García Pierna  |                  |
| 2025                                    | Mads Pedersen    | Matej Mohorič      | Marijn van den Berg |                  |